# Peuceptyelus yatugadakeanus
Peuceptyelus yatugadakeanus är en insektsart som beskrevs av Matsumura 1942. Peuceptyelus yatugadakeanus ingår i släktet Peuceptyelus och familjen spottstritar. Inga underarter finns listade i Catalogue of Life.